# Дикран бурожовтий
Дикран бурожовтий (Dicranum fulvum) — вид мохів порядку дикранальних (Dicranales).

## Поширення
Батьківщиною є Європа, Північна Америка, Азія.
Населяє відслонення пісковику, вапняку чи кислих порід, обриви, скелі й валуни в листяних лісах, особливо вздовж струмків; рідко на основі стовбурів дерев, повалених дерев і колод; на висотах 200–1900 метрів.

## Характеристика
Рослини в пухких пучках, зверху темно-зелені, знизу чорнувато-зелені, матові. Стебла 1.5–3.5 см, рідко запушені ризоїдами від світло- до червонувато-коричневого кольору. Листки прямовисно-розпростерті, дещо слабко серпувато-однобічні, хрусткі, коли висихають, гладкі, (3)4–5(7) × 0.5–0.8 мм, деякі кінчики листків обламані; краї пилчасті до зубчастих у дистальній половині. Вид дводомний; чоловічі рослини такі ж високі, як і жіночі, але зазвичай стрункіші. Коробочкові ніжки 1–2 см, поодинокі, коричневі чи червонувато-коричневі. Коробочка 1.5–3 мм, пряма, гладка, у сухому стані трохи борозниста, червонувато-коричнева. Спори 14–28 мкм. Коробочки дозрівають навесні.